# Billy Green Bush
Billy Green Bush, nombre artístico de William Warren Bush (Montgomery, Alabama, 7 de noviembre de 1935), es un actor estadounidense, En ocasiones aparece en los créditos de las actuaciones como Billy Greenbush.
Entre sus apariciones en el cine se pueden destacar Five Easy Pieces (1970), Electra Glide in Blue (1973), The River (1984) y Jason Goes to Hell: The Final Friday (1993).
Además de actuar en el cine, aparece frecuentemente en varias series de televisión, siendo más destacado el rol recurrente como Bobby Angel en la serie policial Hill Street Blues.
Es el padre de las gemelas Lindsay y Sidney Greenbush, quienes aparecieron en la serie de televisión La casa de la pradera.